# Similaria enigmatica
Genre
Espèce
Similaria enigmatica, unique représentant du genre Similaria, est une espèce d'araignées aranéomorphes de la famille des Salticidae.

## Distribution
Cette espèce est endémique du Bengale-Occidental en Inde,. Elle se rencontre vers Ghum dans le district de Darjeeling.

## Description
La carapace de la femelle holotype mesure 2,75 mm de long et l'abdomen 3,00 mm.

## Publication originale
- Prószyński, 1992 : Salticidae (Araneae) of India in the collection of the Hungarian National Natural History Museum in Budapest. Annales zoologici, Warszawa, vol. 44, p. 165-277.